# Veddek
Veddek este o arie protejată (arie specială de conservare — SAC, sit de importanță comunitară — SCI) din Suedia întinsă pe o suprafață de 6.086,3 ha, integral pe uscat.

## Localizare
Centrul sitului Veddek este situat la coordonatele 65°58′11″N 17°18′42″E / 65.9697°N 17.3117°E.

## Înființare
Situl Veddek a fost declarat sit de importanță comunitară în decembrie 1995 pentru a proteja 1 specie de plante și 1 specie de animale. Situl a fost protejat și ca arie specială de conservare în decembrie 2009.

## Biodiversitate
Situată în ecoregiunile alpină și boreală, aria protejată conține 10 habitate naturale: Lacuri și iazuri distrofice naturale, Cursuri de apă de la nivel de câmpie la nivel montan, cu vegetație Ranunculion fluitantis și Callitricho-Batrachion, Păduri fino-scandinave bogate în ierburi cu Picea abies, Mlaștini împădurite, Pajiști alpine și boreale, Izvoare fino-scandinave și mlaștini produse de izvoare bogate în minerale, Taiga vestică, Mlaștini turboase de tranziție și turbării mișcătoare, Turbării Aapa, Pajiști boreale și alpine pe substrat silicios.
La baza desemnării sitului se află mai multe specii protejate:
- plante (1): Meesia longiseta
- mamifere (1): gluton (Gulo gulo)